# Owain Fôn Williams
Owain Fôn Williams (Caernarfon, Gal·les, 17 de març de 1987), és un futbolista gal·lès. Juga de porter i el seu equip actual és l'Inverness de la Scottish Premiership d'Escòcia.

## Selecció nacional
Ha estat internacional amb la Selecció de futbol de Gal·les Sub-21 i amb l'absoluta.

## Clubs
| Club             | País       | Any         |
| ---------------- | ---------- | ----------- |
| Stockport County | Anglaterra | 2008 - 2010 |
| Bury             | Anglaterra | 2010 - 2011 |
| Stockport County | Anglaterra | 2011        |
| Rochdale         | Anglaterra | 2011        |
| Tranmere Rovers  | Anglaterra | 2011 - 2015 |
| Inverness        | Escòcia    | 2015 - Act. |